# Дороті Чені
Дороті Чені (англ. Dorothy Cheney; 1 вересня 1916 — 23 листопада 2014) — колишня американська тенісистка.
Найвищу одиночну позицію світового рейтингу — 6 місце (за Джоном Олліффом) досягла 1946 року.
Перемагала на турнірах Великого шолома в одиночному розряді.

## Фінали турнірів Великого шолома

### Одиночний розряд (1 перемога)
| Результат | Рік  | Турнір              | Покриття | Суперниця        | Рахунок  |
| --------- | ---- | ------------------- | -------- | ---------------- | -------- |
| Перемога  | 1938 | Чемпіонат Австралії | Трава    | Дороті Стівенсон | 6–3, 6–2 |

### Парний розряд (3 поразки)
| Результат | Рік  | Турнір                                 | Покриття | Партнерка        | Суперниці                             | Рахунок       |
| --------- | ---- | -------------------------------------- | -------- | ---------------- | ------------------------------------- | ------------- |
| Поразка   | 1938 | Відкритий чемпіонат Австралії з тенісу | Трава    | Дороті Воркмен   | Ненсі Вінн-Болтон Телма Койн-Лонґ     | 7–9, 4–6      |
| Поразка   | 1940 | Відкритий чемпіонат США з тенісу       | Трава    | Марджорі Ґладман | Еліс Марбл Сара Палфрі-Кук            | 3–6, 7–9      |
| Поразка   | 1941 | Національний чемпіонат США             | Трава    | Полін Бетц       | Маргарет Осборн Дюпон Сара Палфрі-Кук | 6–3, 1–6, 4–6 |

### Мікст (4 поразки)
| Результат | Рік  | Турнір                               | Покриття | Партнер           | Суперниці                          | Рахунок  |
| --------- | ---- | ------------------------------------ | -------- | ----------------- | ---------------------------------- | -------- |
| Поразка   | 1940 | Відкритий чемпіонат США з тенісу     | Трава    | Джек Креймер      | Еліс Марбл Боббі Ріґґс             | 7–9, 1–6 |
| Поразка   | 1944 | Національний чемпіонат США           | Трава    | Дон Макніл        | Маргарет Осборн Дюпон Білл Талберт | 2–6, 3–6 |
| Поразка   | 1946 | Вімблдонський турнір                 | Трава    | Джефф Браун       | Луїз Браф Томас Бравн, мол.        | 4–6, 4–6 |
| Поразка   | 1946 | Відкритий чемпіонат Франції з тенісу | Ґрунт    | Томас Бравн, мол. | Полін Бетц Бадж Петті              | 5–7, 7–9 |

## Часова шкала турнірів Великого шлему в одиночному розряді
| W | Ф | ПФ | ЧФ | #Р | КТ | К# | DNQ | A | NH |

| Турнір                                 | 1936  | 1937  | 1938  | 1939  | 1940  | 1941  | 1942  | 1943  | 1944  | 1945  | 19461 | 19471 | 1948  | 1949 - 1954 | 1955  | 1956 - 1958 | 1959  | Career SR |
| -------------------------------------- | ----- | ----- | ----- | ----- | ----- | ----- | ----- | ----- | ----- | ----- | ----- | ----- | ----- | ----------- | ----- | ----------- | ----- | --------- |
| Відкритий чемпіонат Австралії з тенісу |       |       | W     |       |       | NH    | NH    | NH    | NH    | NH    |       |       |       |             |       |             |       | 1 / 1     |
| Відкритий чемпіонат Франції з тенісу   |       |       |       |       | NH    | R     | R     | R     | R     |       | ПФ    |       |       |             |       |             |       | 0 / 1     |
| Вімблдонський турнір                   |       |       | 2р    |       | NH    | NH    | NH    | NH    | NH    | NH    | ПФ    |       |       |             |       |             |       | 0 / 2     |
| Відкритий чемпіонат США з тенісу       | ЧФ    | ПФ    | ПФ    | ЧФ    | ЧФ    | ЧФ    |       | ПФ    | ПФ    | ЧФ    | 1р    |       | 2р    |             | 3р    |             | 1р    | 0 / 13    |
| SR                                     | 0 / 1 | 0 / 1 | 1 / 3 | 0 / 1 | 0 / 1 | 0 / 1 | 0 / 0 | 0 / 1 | 0 / 1 | 0 / 1 | 0 / 3 | 0 / 0 | 0 / 1 | 0 / 0       | 0 / 1 | 0 / 0       | 0 / 1 | 1 / 17    |

R = турнір обмежувався внутрішнім чемпіонатом Франції й відбувався під німецькою окупацією.
1У 1946 і 1947 чемпіонати Франції відбувалися після Вімблдону.